# Fido commerciale
Il fido commerciale è il valore della merce venduta con pagamenti dilazionati. Tali pagamenti verranno effettuati dal cliente quando avrà già ricevuto la merce.
Deve essere dimensionato sull'affidabilità del cliente e sulla sua effettiva solvibilità con riferimento alla fornitura fattagli nei termini concordati.